# Glenea viridescens
Glenea viridescens är en skalbaggsart som beskrevs av Maurice Pic 1927. Glenea viridescens ingår i släktet Glenea och familjen långhorningar.
Artens utbredningsområde är Myanmar. Inga underarter finns listade i Catalogue of Life.